# Joseph Bucher
Joseph Bucher (* 23. Oktober 1838 in Waldkirchen; † 7. Dezember 1909 in Passau) war ein bayerischer Verleger und Politiker, Mitglied des Zollparlaments und der Kammer der Abgeordneten des Bayerischen Landtags (1869/70 und 1881–1892).

## Leben
Bucher, Sohn des Gastwirts und Metzgermeisters Johann Nepomuk Bucher, besuchte die Gymnasien in Passau und Straubing, studierte von 1857 bis 1861 Philosophie sowie Rechtswissenschaft in München, schloss das Jura-Studium mit der ersten Staatsprüfung ab, trat in Passau in den Justizdienst ein, entschied sich aber schon nach wenigen Monaten gegen die Juristenlaubahn und wandte sich dem Journalismus zu. 1862 kaufte er von Johann Baptist Breßl (1801–1864) Druckerei und Verlag der in Passau erscheinenden Donau-Zeitung, deren Verleger und inhaltlich prägender Kopf er bis 1889 blieb. 1867 reiste er nach Italien und gründete in Rom ein deutsches Korrespondenzbüro. 1870 erwarb Bucher zusätzlich das Fränkische Volksblatt in Würzburg, das er 1875 an seinen Bruder Franz Xaver abtrat, 1873 auch den Münchener Volksfreund, Ernst Zanders ehemaligen Volksboten, der aber 1877 eingestellt wurde. Bucher war seit 1878 mit Luitgard, geb. Abt, verheiratet, mit der er eine Tochter und drei Söhne hatte.
Bucher, ursprünglich liberal gesinnt, wandte sich seit 1866 einem katholisch-konservativen Kurs zu und gehörte als Verleger der Donau-Zeitung zu den aktivsten Organisatoren einer radikalen Opposition gegen das liberal-kleindeutsch ausgerichtete Ministerium Hohenlohe. Im Vorfeld der Zollparlamentswahl 1868 trat er mit radikal-antipreußischen Parolen hervor („Die erste Eigenschaft unserer Wahlkandidaten muß sein, daß sie Bayern sind und Bismarck hassen“), wurde selbst im Wahlkreis Niederbayern 4 (Pfarrkirchen, Eggenfelden, Griesbach) ins Zollparlament gewählt und schloss sich dort folgerichtig der Süddeutschen Fraktion an, die sich gegen jede Ausweitung der Kompetenzen des Zollparlaments wandte.
Dem Wirken der Süddeutschen Fraktion wurde in der bayerischen Presse große Aufmerksamkeit geschenkt, was die bayerischen Fraktionsmitglieder in eine Führungsrolle auch bei der Organisation der Landtagsarbeit brachte. Nach den Wahlen zur bayerischen Abgeordnetenkammer im Mai 1869, die den katholisch-konservativen Kräften eine Mehrheit gebracht hatten, versammelten sich am 11. Juni 1869 in Berlin 13 bayerische Zollparlamentarier, darunter auch Bucher, und verabredeten die Bildung einer Patriotischen Fraktion in der bayerischen Kammer. Bucher hatte diesen Namen vorgeschlagen und gehört somit zum engsten Gründungskreis der Bayerischen Patriotenpartei. Als der Landtag am 21. September 1869 zusammentrat, schlossen sich die katholisch-konservativen Abgeordneten verabredungsgemäß zusammen und stellten mit 78 Mandaten die Mehrheit gegenüber den 75 Liberalen. Bucher selbst war im Wahlkreis Pfarrkirchen gewählt worden und war dort auch nach der notwendigen Neuwahl im November 1869 erfolgreich.
Die Patriotische Fraktion, der Bucher angehörte, war in unterschiedliche Richtungen gespalten, wobei Bucher Exponent des radikalsten Flügels war, der sogenannten Klerikal-Demokraten. Bucher und seine Mitstreiter, etwa sein Mitarbeiter bei der Donau-Zeitung Joseph Lukas, befürworteten demokratische Methoden der Massenmobilisierung im Dienste katholisch-konservativer Ziele, letztlich in der Absicht, das liberale Staatsministerium zu stürzen. Diese extreme Position war allerdings schon in der Fraktion nicht mehrheitsfähig und im Spektrum des Katholizismus höchst umstritten: mit seinem Ortsbischof Heinrich von Hofstätter war Bucher schon seit 1868 in Konflikt geraten, wobei er durchaus Unterstützung von der Kurie erhielt und demonstrativ mit dem päpstlichen Gregoriusorden ausgezeichnet wurde. Die Konflikte in der neuen Landtagsfraktion führten schon im März 1870 zu Buchers Ausschluss aus der Fraktion, woraufhin er im Mai 1870 gemeinsam mit Lukas das Mandat niederlegte.
Ohne Abgeordnetenmandat begleitete Bucher in der Donau-Zeitung das Wirken der patriotischen Fraktion zunächst als kritischer Beobachter aus klerikal-demokratischer Perspektive: „Bisher sind wir mit der Fraktion in Compagnie gestanden, jetzt ist die Verbindung gelöst, wir sind frei, auch dem Klub der Patrioten gegenüber. Aber immer noch verbindet uns die gemeinsame Sache.“  Im Laufe der 1870er Jahre wandte sich Bucher aber mehr und mehr von seinen Idealen ab und trat publizistisch seit 1876 für eine Zusammenarbeit mit der Regierung ein. Als er bei den Landtagswahlen 1881 erneut in die Kammer der Abgeordneten einzog (Wahlkreis Grafenau, dort auch 1887 wiedergewählt), schloss er sich wieder der Fraktion an, lehnte aber die scharfe Oppositionsstrategie ab, auf die Alois Rittler die Fraktion hatte festlegen können. Schon im Januar 1882 wurde Bucher abermals aus der Fraktion ausgeschlossen. Diesmal aber behielt er sein Mandat und gehörte der Kammer noch bis 1892 als regierungsnaher konservativer Außenseiter an.
Von Buchers politischem Richtungswechsel war auch seine Tätigkeit als Verleger betroffen. In den 1880er Jahren war die Donau-Zeitung nicht mehr das Sprachrohr der Patriotenpartei (seit 1887 Zentrumspartei). Als Bucher nach der Königstragödie um Ludwig II. offen für den Ministerratsvorsitzenden Johann von Lutz eintrat und im Jahr darauf für die von der Zentrumspartei im Reichstag abgelehnte Septennatsvorlage argumentierte, bildete sich in Passau ein Kreis jüngerer Zentrumspolitiker um den aufstrebenden Franz Seraph Pichler, der mit der Niederbayerischen Volkszeitung ein parteinahes Konkurrenzunternehmen zur Donau-Zeitung gründete. Obwohl sein Blatt die deutlich größere Leserschaft behielt, resignierte Bucher schließlich und verkaufte seine Zeitung an die Passavia, jene Aktiengesellschaft, die die Volkszeitung hielt. 1890 wurden beide Blätter verschmolzen und unter dem Namen Donau-Zeitung weitergeführt, nun auf Parteilinie des  Zentrums.
Bucher beschloss sein Leben als Privatier in Passau.